# Bobroiidî, Jovkva
Bobroiidî (în ucraineană Боброїди) este un sat în comuna Bîșkiv din raionul Jovkva, regiunea Liov, Ucraina.

## Demografie
Componența lingvistică a localității Bobroiidî
     Ucraineană (100%)
Conform recensământului din 2001, toată populația localității Bobroiidî era vorbitoare de ucraineană (100%).